# 3834 Zappafrank
3834 Zappafrank là một tiểu hành tinh vành đai chính được Ladislav Brožek phát hiện vào năm 1980 ở Đài thiên văn Kleť. Tiểu hành tinh này được đặt theo tên của nhà soạn nhạc người Hoa Kỳ Frank Zappa vào ngày 22 tháng 7, năm 1994.